# 経ヶ岬灯台
経ヶ岬灯台（きょうがみさきとうだい）は、京都府京丹後市丹後町袖志にある灯台。国の重要文化財に指定されている。
国内に5カ所のみのフレネル式1等3連閃光レンズを採用し、これは灯台のレンズとしては日本最大級の大きさで第1等灯台に指定される。初点灯は1898年（明治31年）12月25日 。Aランク保存灯台で、「日本灯台50選」や「京の百景」などの評価多数。
航路標識番号は0998。国際航路標識番号はN7270。

## 地理
京都府京丹後市丹後町袖志の日本海に面した経ヶ岬の中腹にある。北緯35度46分24秒、東経135度13分36秒。江戸時代の科学者平賀源内が「ここは北の果なれば、磁石の岩あるべし」と述べたという逸話がある。山陰海岸ジオパークの東端にあたる丹後半島の最北端・経ヶ岬 の海抜140メートルの断崖に立ち、陸上から灯台を眺められるポイントは、伊根町蒲入の物産館付近から見える点景と、海岸まで降りて磯釣り人が行くような岩場の辺りに限られる。

## 歴史
日本における近代的な灯台建設事業のはじまりは1867年（慶応3年）とされる。この前年に米英仏蘭4カ国と締結した条約のなかで航路標識の設置が義務付けられたことによるもので、当初の十数年間は技術者の不在により、イギリス人技師リチャード・ヘンリー・ブラントンの指導のもと近代的な灯台の建設や管理が行われた。1881年（明治14年）以降、日本人技師による独立した灯台建設事業の体制がとられるようになった。主なる目標を沿岸灯台の建設におき、太平洋側及び九州周辺の岬や諸島、北海道沿岸部から建設が進められた 。
日清戦争が終戦した1895年（明治28年）以後、海運助成の政策が強力に推進される機運を迎え、航路標識関係の予算も飛躍的に増大した。灯台建築費の増加により、その後、1904年（明治37年）頃までの間に大灯台が集中的に建設され、日本の沿岸航路標識網の整備が一気に進捗し、経ヶ岬灯台も、この時期に建設された主要灯台の1基である。
経ヶ岬灯台は1896年（明治29年）に起工し、付帯設備として官舎1棟、事務所1棟が備えられて、1901年（明治34年）にすべての建設工事が完了した。初点灯は1898年（明治31年）12月25日である。国費で建設され、総工費は当時の金額で約10万円余。建設当時としては日本海域屈指の灯台として注目され、この灯台によって経ヶ岬は一躍有名な観光地となり、見学者が各地から足を運んだという。
気象観測上、重要な地点にあるため、創設以来、気象観測を行うとともに、当初は中央気象台が発する警報を航行中の一般船舶に知らせる役割が主要な任務だった。また、「其の他の事項は軍事の秘密として載録を差控える」と1908年（明治41年）の『下宇川村誌』に記録されていることから、日露戦争以前から軍事的な任務も帯びていたとみられる。1901年（明治34年）4月に舞鶴鎮守府が開庁された当時、経ヶ岬の山頂には監視台がおかれ、水兵が常駐する軍事上の要所であった。
1948年（昭和23年）5月1日に海上保安庁の管轄となる。1959年（昭和34年）に常駐職員が廃止された。
1964年（昭和39年）4月に、国道178号線沿いの灯台から1.3キロメートル、徒歩約20分の場所に丹後海陸交通がレストハウスを開設した。レストハウスは経ヶ岬灯台観光の拠点として、2017年（平成29年）頃まで営業を続けた。

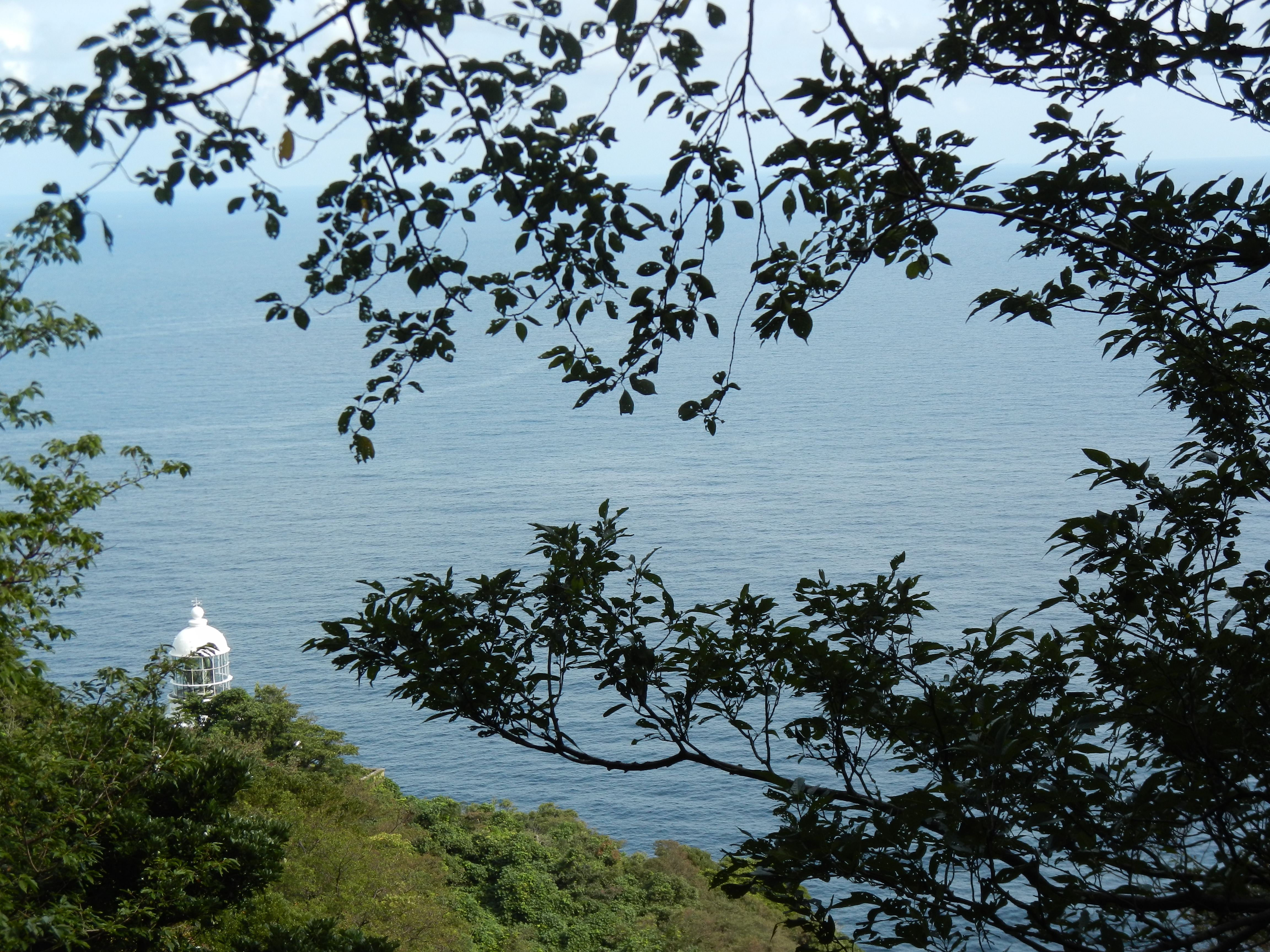
遠景

1971年（昭和46年） に「京の百景」に、さらに日本の灯台50選に選定される。日本海に映える白亜の経ヶ岬灯台は丹後半島のシンボルとして人気を博した。昭和期の行楽シーズンには多い日には１日400～500名の見学者を数えたという。灯台は地元自治体でもシンボルとして位置付けられ、2000年代に制作された「丹後町いろはかるた」や「京丹後市いろはかるた」にも採用されている。
1973年（昭和48年）に自動制御となったが、滞在管理を必要とするため、海上保安庁所管の丹後航路標識事務所から2名ずつが5日間交代で灯台守を務める。役割は灯台の管理と整備点検である。
明治時代に建設され、いまなお現役の灯台は全国に67基あるが、年数を経て歴史的・文化財的な価値が増してきたことをうけ、海上保安庁は1985年（昭和60年）に文化資産的価値を検討してこれらの灯台を4段階に区分した。そのうちもっとも価値が高いと位置づけられたAランクの灯台は23基あり、このうちの1基が経ヶ岬灯台である。歴史的景観と位置付けられた風景を守りながらの改修整備や保存活動が行われている。
1986年（昭和61年）公開の映画『新・喜びも悲しみも幾歳月』（木下惠介監督、加藤剛・大原麗子共演）の舞台となった。
2008年（平成20年）、経済産業省の近代化産業遺産に指定される。
2018年（平成30年）、一般社団法人日本ロマンチスト協会及び日本財団の共同プロジェクトにより、ロマンスの聖地としての再価値化をめざす「恋する灯台」に選出された。
2022年（令和4年）12月12日、国の重要文化財に指定。

## 構造

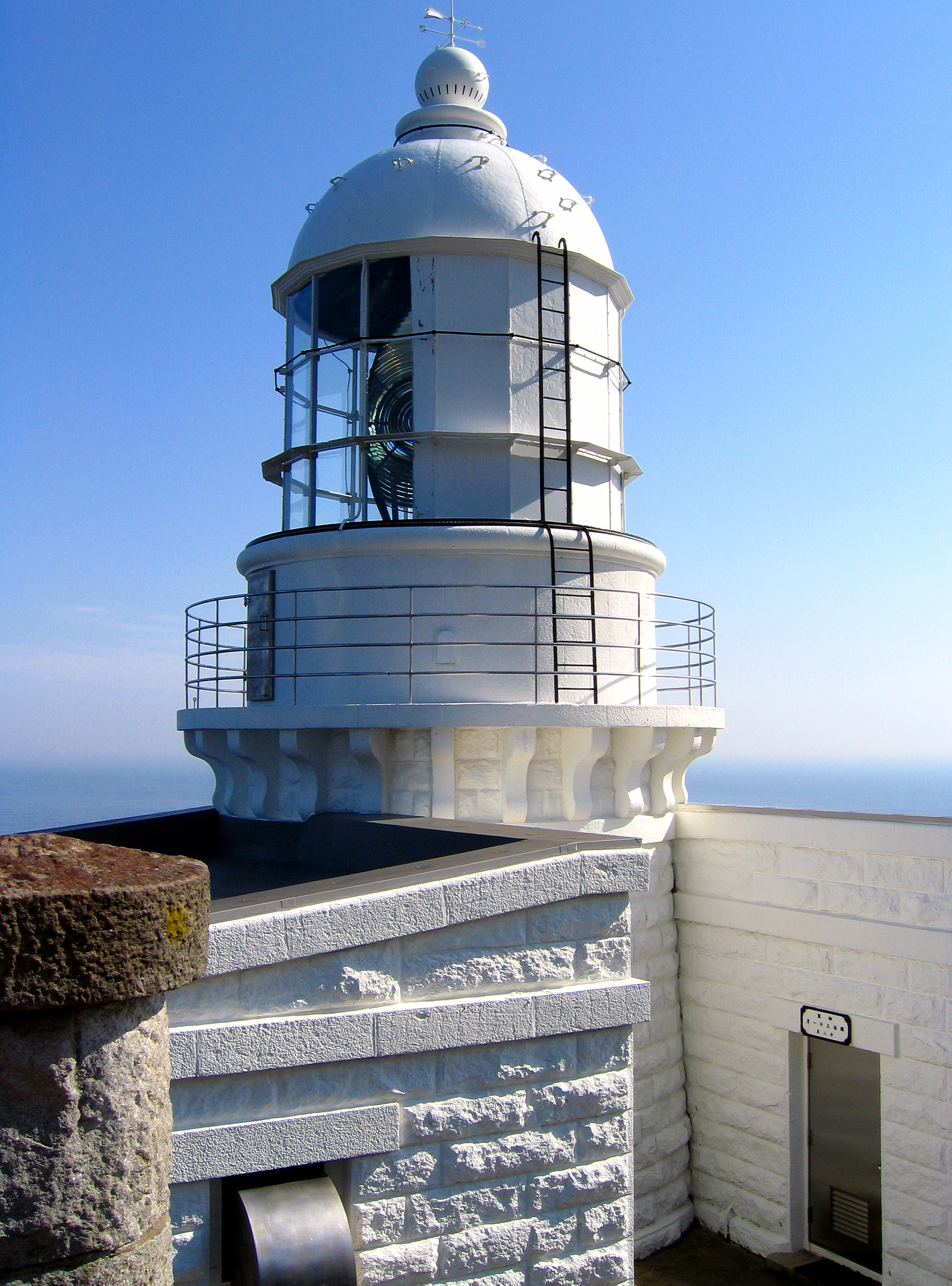
遮蔽板があった時の画像（2005年）

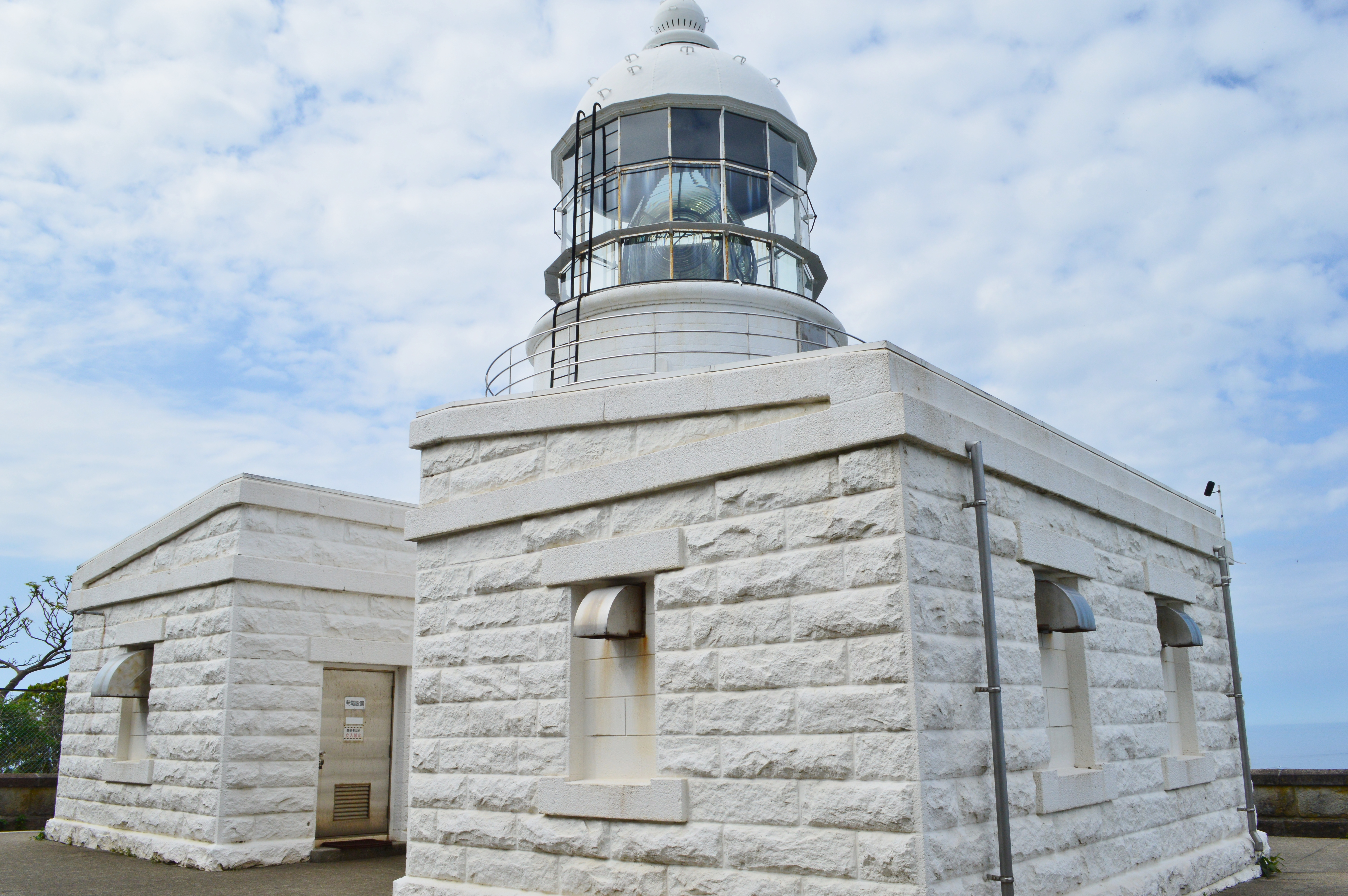
建物全景

灯台の高さは、地上から頂部までで12メートル、台基から灯火まで約9メートル、水面から灯火までで143～148メートル。白色の円形の塔の形状をもち、石造である。この石材は灯台のある経ヶ岬から切り出され、灯台の下の海岸にはその石切り場の跡がある。外観は当初はイギリス式の頂蓋を採用していたが、1970年（昭和45年）9月30日の灯楼の改良改修工事で、フランス式に付け替えられた。
灯台部のほかは、官舎1棟、事務所1棟があり、構内には灯台の他に、レーダー搭載船に信号を送る無線方位信号所（レーマークビーコン）と、船舶気象予報観測所を併設する。このうちレーマークビーコンは、GPS測定機器の普及により全国的に不要となり、経ヶ岬では2008年（平成20年）4月10日に廃止された。船舶気象通報観測所は、経ヶ岬の気象状況を観測して越前岬灯台に併設する放送所から放送し、海難防止を呼び掛けるもので、これらの施設の運用は自動化されており、灯台とともに舞鶴海上保安部が巡回管理する。
経ヶ岬灯台の最大の特色は、レンズとその回転機械にある。いずれもフランス製で、レンズは高さ2.59メートル、焦点922ミリメートルのフレネル式1等3連閃光レンズで、灯台のレンズとしては日本最大のもので、全国5カ所だけに導入されている1等レンズのうちのひとつ。このレンズを水銀槽に浮かべて回転させる装置を水銀槽式回転機械といい、1893年（明治26年）にフランス灯台局の技師ブールデーユが考案したもので、当時は画期的な発明とされ、パリ万博に出品された。経ヶ岬灯台のレンズは、1898年（明治31年）に導入・設置したものであり、同型のレンズは日本では初の導入事例となった。
灯火設備は、建築当初は石油を使用する4重心改良火口を採用し、1914年（大正3年）7月9日に乙式白熱灯55耗火口（約33万燭光）に改良された。さらに、1949年（昭和24年）4月14日に購入電源100ボルト1キロワット電球（A-3）100万燭光に改良され、乙式白熱灯は非常用となった。
1961年（昭和36年）2月15日、新型電球の導入により77万カンデラ（約76万燭光）の明るさを観測する。
1963年（昭和38年）3月31日に予備電源として単相交流ダイハツOK-11C交流発動発電機を設置した。1966年（昭和41年）2月17日には予備電源装置と発動発電機が整備された。
なお、灯火設備の改良によって不要となった乙式白熱55ミリメートル火口灯具一式は、1963年（昭和38年）に公益社団法人燈光会へ寄贈された。

## 性能

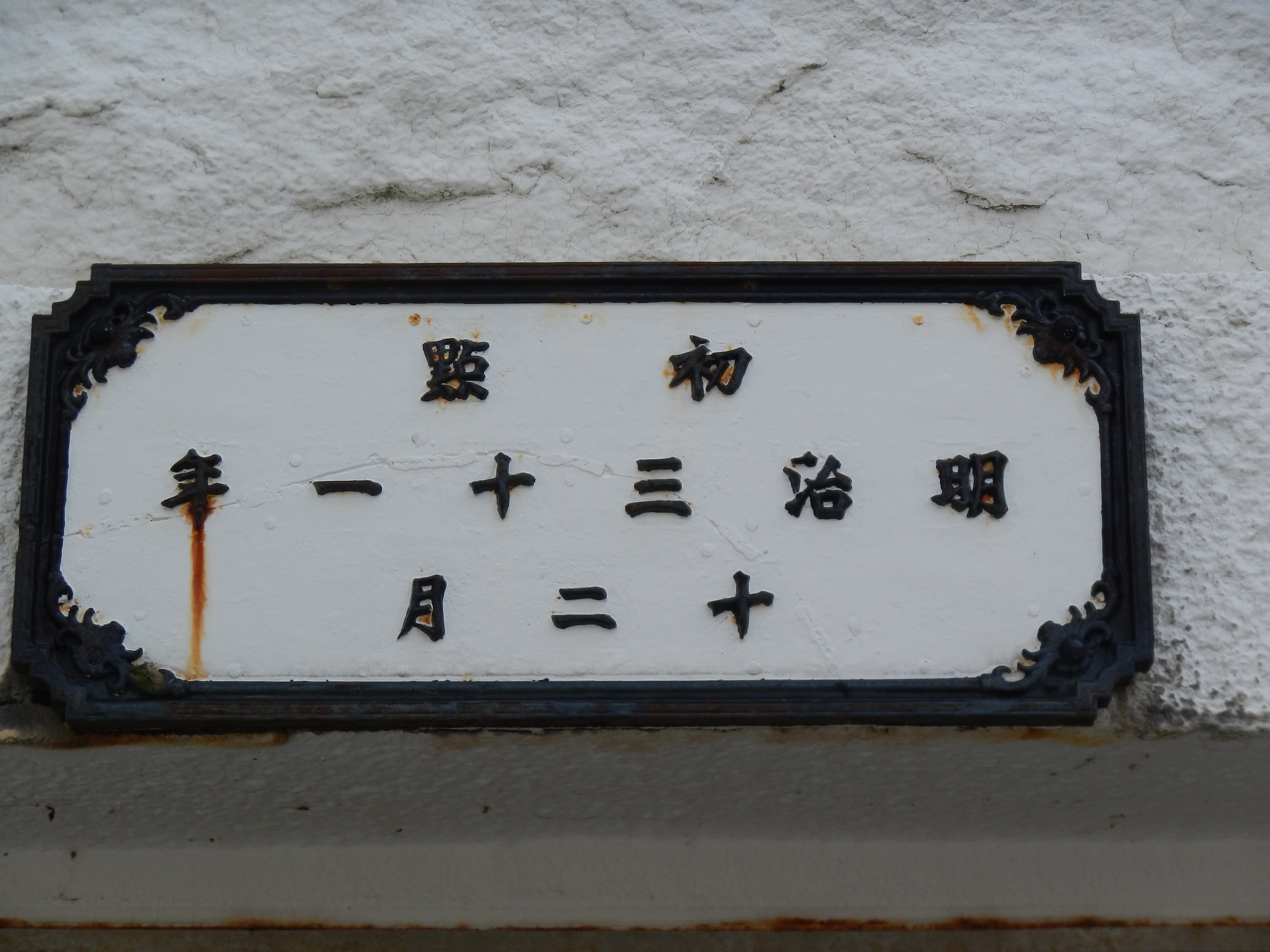
初灯火の記念碑

創設当時の燭光数は3万3000燭光光源だった。日没から日の出までの時間を灯火するために、1年間で平均して約25石5斗5升、一夜平均で約7升余（12.6リットル）の油量を必要とした。看守長1名、看守3名、小使1名がこの任にあたった。第1等連内の白色光で、12秒の間隔を置いて8秒間に3連光を発し、北80度51分から東南西を巡り、北40度54分西まで238度15分の間を照射した。光達距離は約55キロメートル。その光は東は福井県の越前岬から西は兵庫県の城崎や竹野海岸でも確認できるという。
再三再四の改良と電化により、1961年（昭和36年）以降は光度77万カンデラ（約76万燭光）となったが、光達距離や海面から灯火までの高さは当初と変わらず、等級、等質、第一等群内白光、毎12秒の間をおいて8秒間に3閃光する仕組みも建築当初から変わっていない。
沖を行く船は、昼間はこの灯台を形状と塗色区別し、夜間は灯質を点滅の度合いで陸地の地点を確認する目安とする。

## 評価
日本の灯台50選
1998年（平成10年）11月1日の第50回灯台記念日の行事として、全国から公募して選出された。明治時代建設の石造の灯台であることが、歴史的に価値が高いと評されている。
京の百景
「京の百景」は1971年（昭和46年）から京都府の諮問に応じた京都在住の日本画の大家12名が協力して府内118か所の名勝を描いた景観絵で、丹後半島の景観絵は№105～118までの14枚である。経ヶ岬灯台は中路融人が描き、№116に選出された。これらの絵画は1973年（昭和48年）3月7日から26日までの20日間、京都府立文化芸術会館での展覧会で公開され、連日数千人の鑑賞者を集めた。その後、『京の百景絵画集』（1973年）及び『京の百景』（2000年代）として刊行された。
近代化産業遺産
経済産業省が地域史・産業史の観点からとりまとめたストーリー「近代化産業遺産群続33」の構成遺産として2008年（平成20年）に認定された。「安全な船舶航行に貢献し我が国の海運業等を支えた燈台等建設の歩みを物語る近代化産業遺産群」のひとつに数えられる。
恋する灯台
灯台を「ふたりの未来を見つめる場所」と定義して「ロマンスの聖地」と認定することで、地域の観光資源としての価値を見出すことをめざす一般社団法人日本ロマンチスト協会と日本財団の共同プロジェクト（2016年～）で、経ヶ岬灯台は2018年に認定された
日本三大灯台
比例対象は定かでないが「日本三大灯台」と称する場合がある。
このほか、2020年にスタートした全国の灯台を擬人化する「燈の守り人」プロジェクトで、プロジェクトの第1弾として、樫野埼灯台(和歌山県東牟婁郡串本町）・角島灯台(山口県下関市)と共に考案され、紹介動画が公開された。灯台周辺の経ヶ岬と穴文殊に伝わる伝承『九世戸縁起』をモチーフに、経ヶ岬灯台は琵琶法師や仏僧をイメージさせる姿にデザインされ、緑川光が声優を務めた。

## 観光

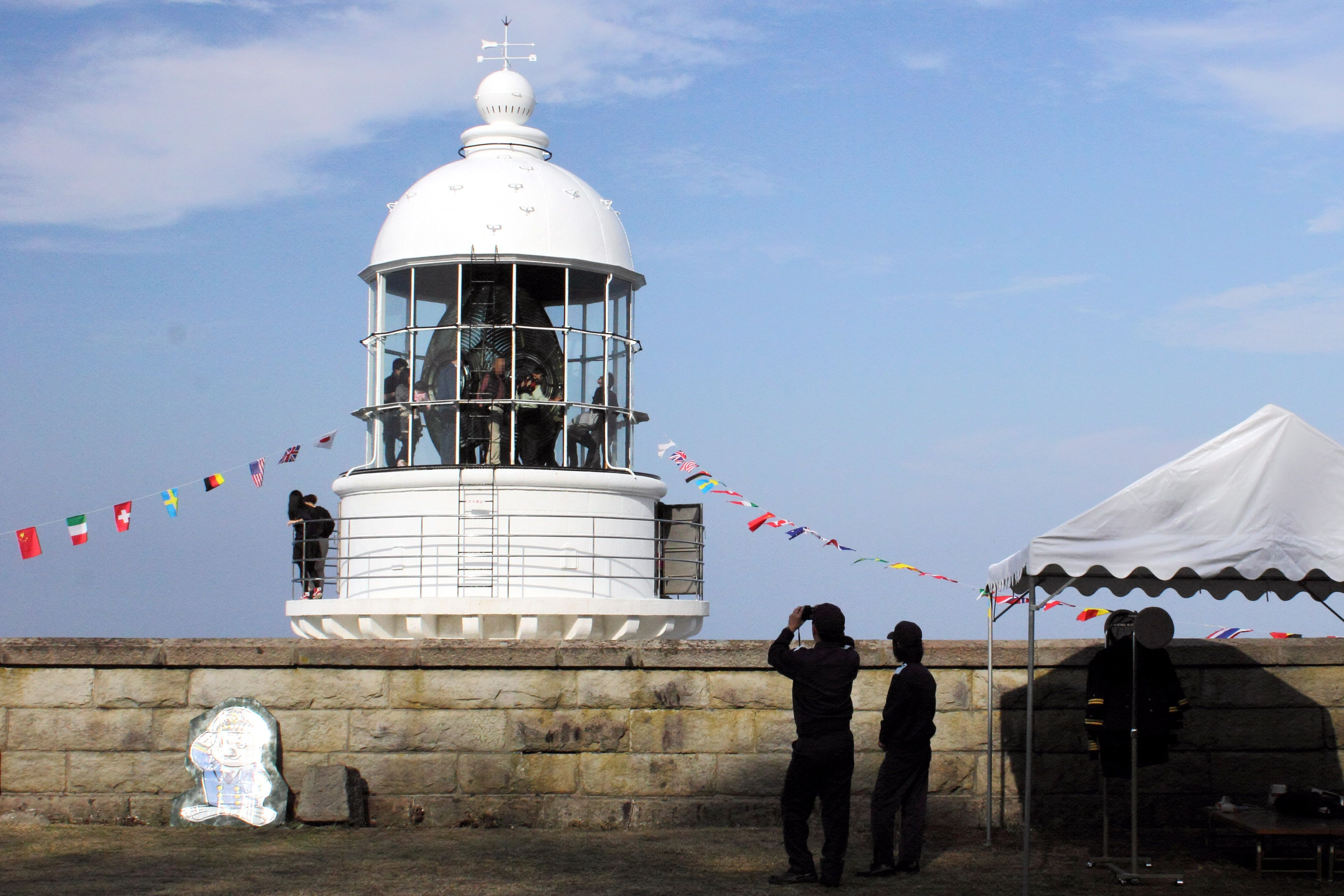
2013年11月2日 一般公開時の様子

秋の一般公開
毎年11月1日の 灯台記念日にちなみ、前後の休日のどこか１日で舞鶴海上保安部の主催により内部の一般公開が行われる。
経ケ岬灯台まつり
地元自治区等が主催し、2018年（令和元年）から毎年5月6日に開催される。灯台の一般公開やボランティアガイドによる経ヶ岬のトレッキングツアー、宇川加工所らが出店して地元食材や加工品の販売が行われる。

## 交通アクセス
公共交通は、 京都丹後鉄道網野駅から丹海バス「間人・経ヶ岬」行きの終点で下車し、徒歩約30分。一般公開時には地元「ささえ合い交通」も移動支援を行う。
経ヶ岬園地の駐車場から階段状の山道を徒歩約15分（約400メートル）。駐車場には、催事には休憩所や売店が設けられることもある。
国道178号沿いの元経ヶ岬レストハウス付近からも、岬に沿うルートで遊歩道が整備されている。

## 周辺
- 経ヶ岬 -経ヶ岬一帯の地質は、約380万年前に火山が噴火して流れ出た溶岩がゆるやかに冷えて凝固した玄武岩が岬を取り囲むように柱状節理の断崖を成し、経文を記した巻物を立てたように見えることから「経ヶ岬」という[6]。
- 穴文殊 - かつて文殊菩薩が納められた海蝕洞と、その上の大地に建立された清涼山九品寺の通称。経ヶ岬とともに、「燈の守り人」プロジェクトのモチーフとなった九世戸縁起にまつわる伝承地である。
- 経ヶ岬通信所 - 在日米軍の通信所。ミサイル防衛用早期警戒レーダー「Xバンドレーダー TPY-2」が配備されている。
- 経ヶ岬分屯基地 - 経ヶ岬通信所に隣接する航空自衛隊の分屯地。
- 中浜漁港 – 遊漁船とび丸タクシーが予約制で経ヶ岬付近を運航する[6]。

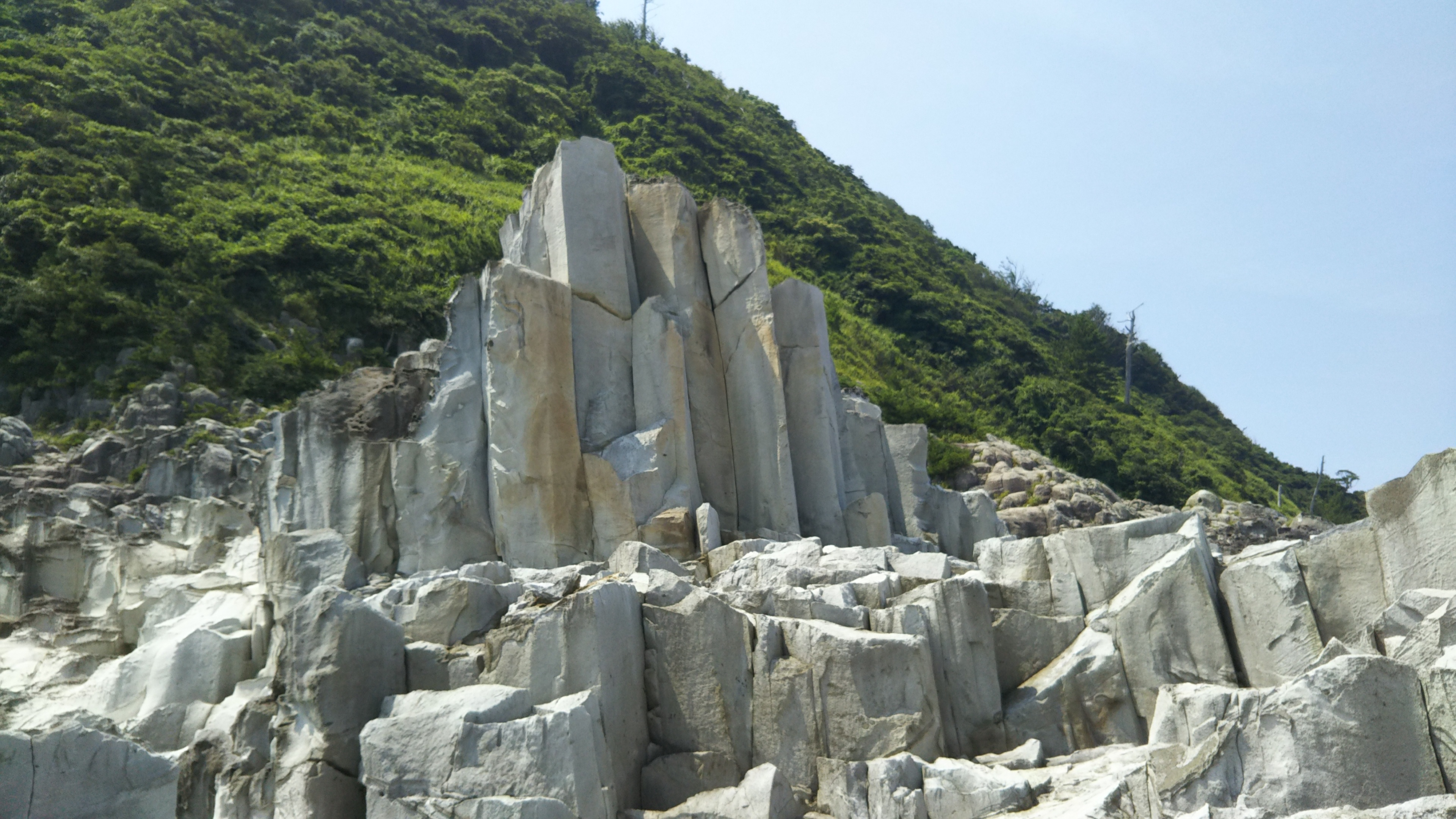
経ヶ岬先端の柱状節理
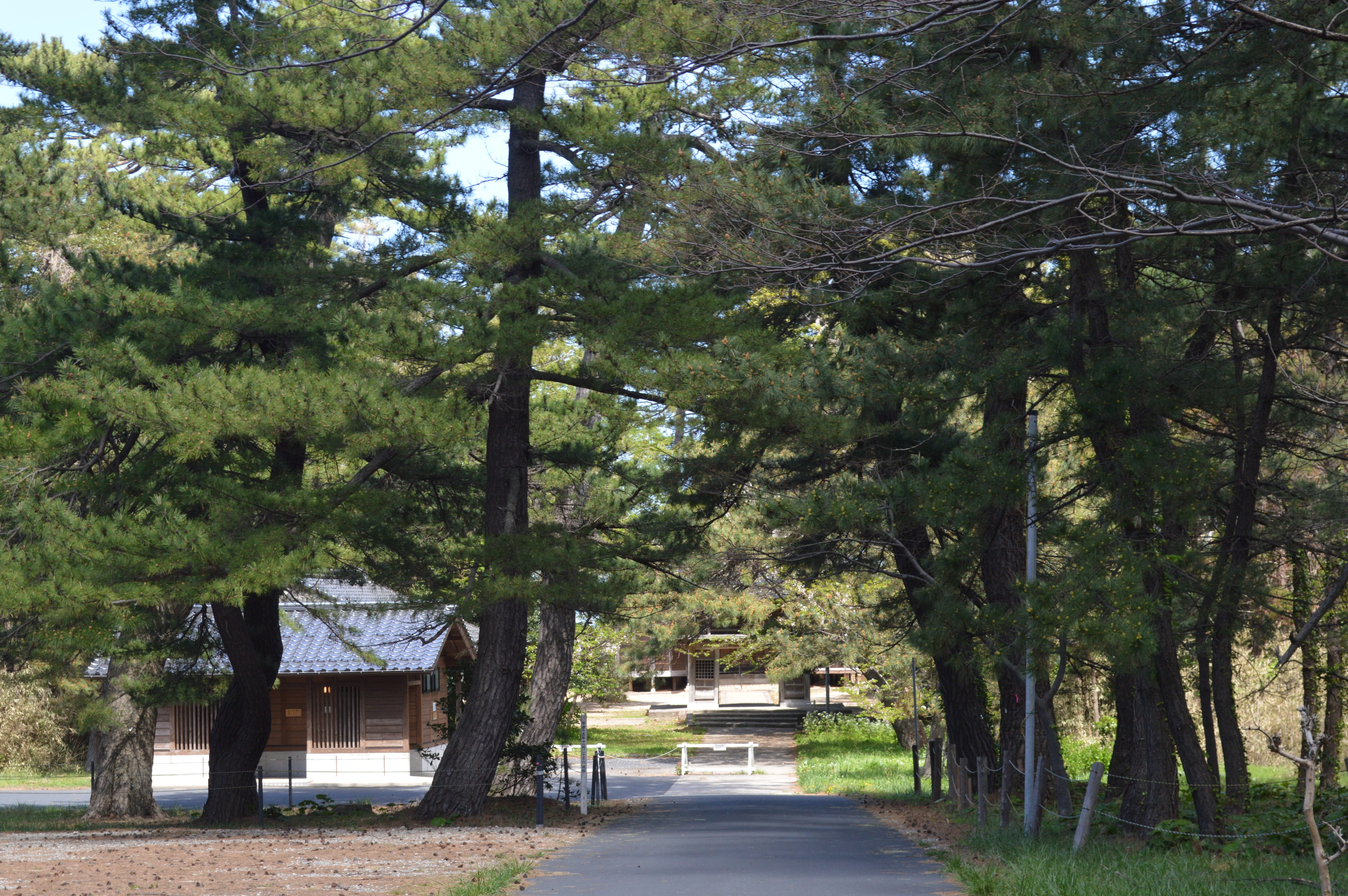
穴文殊
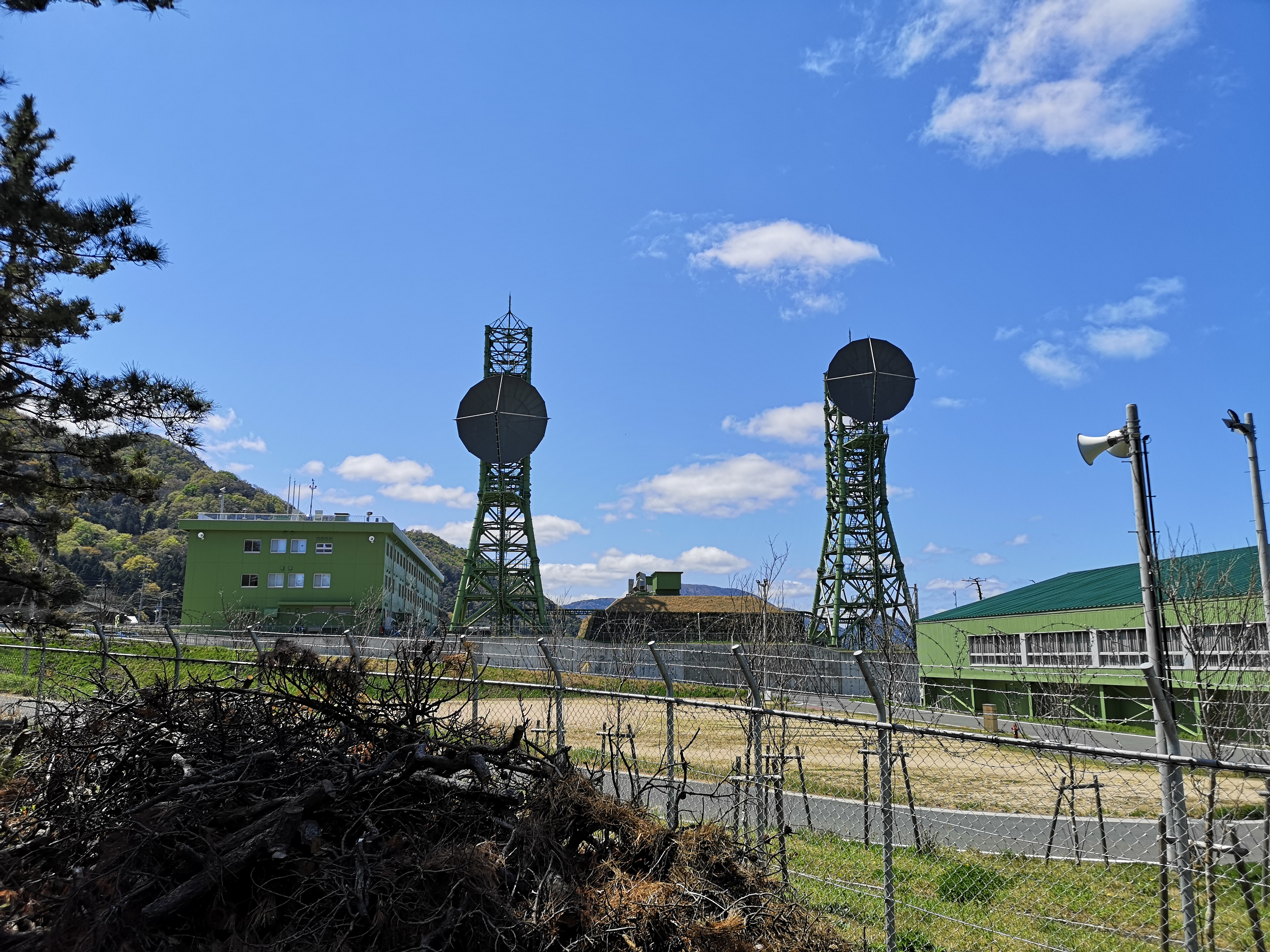
経ヶ岬分屯基地
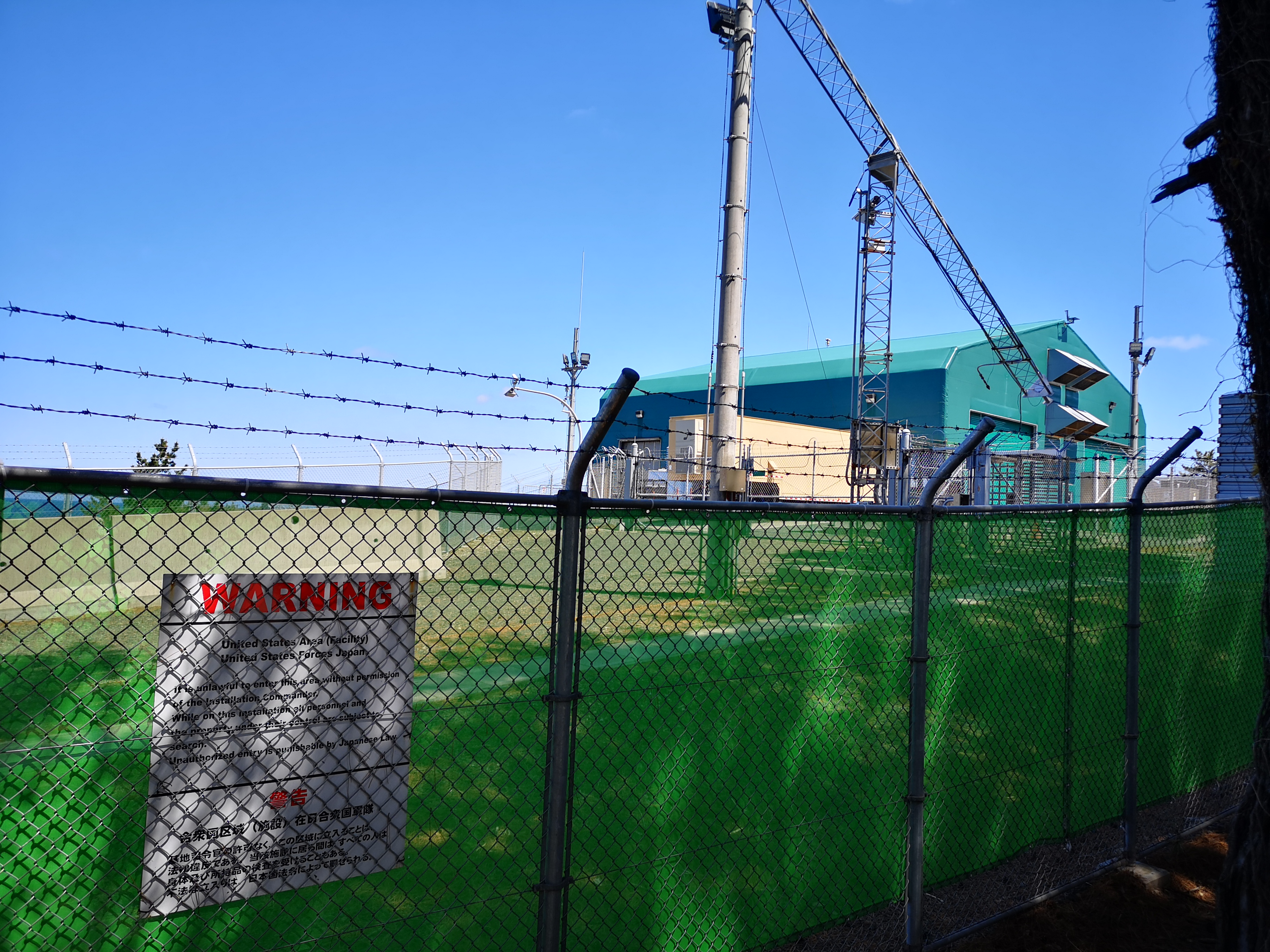
米軍経ヶ岬通信所
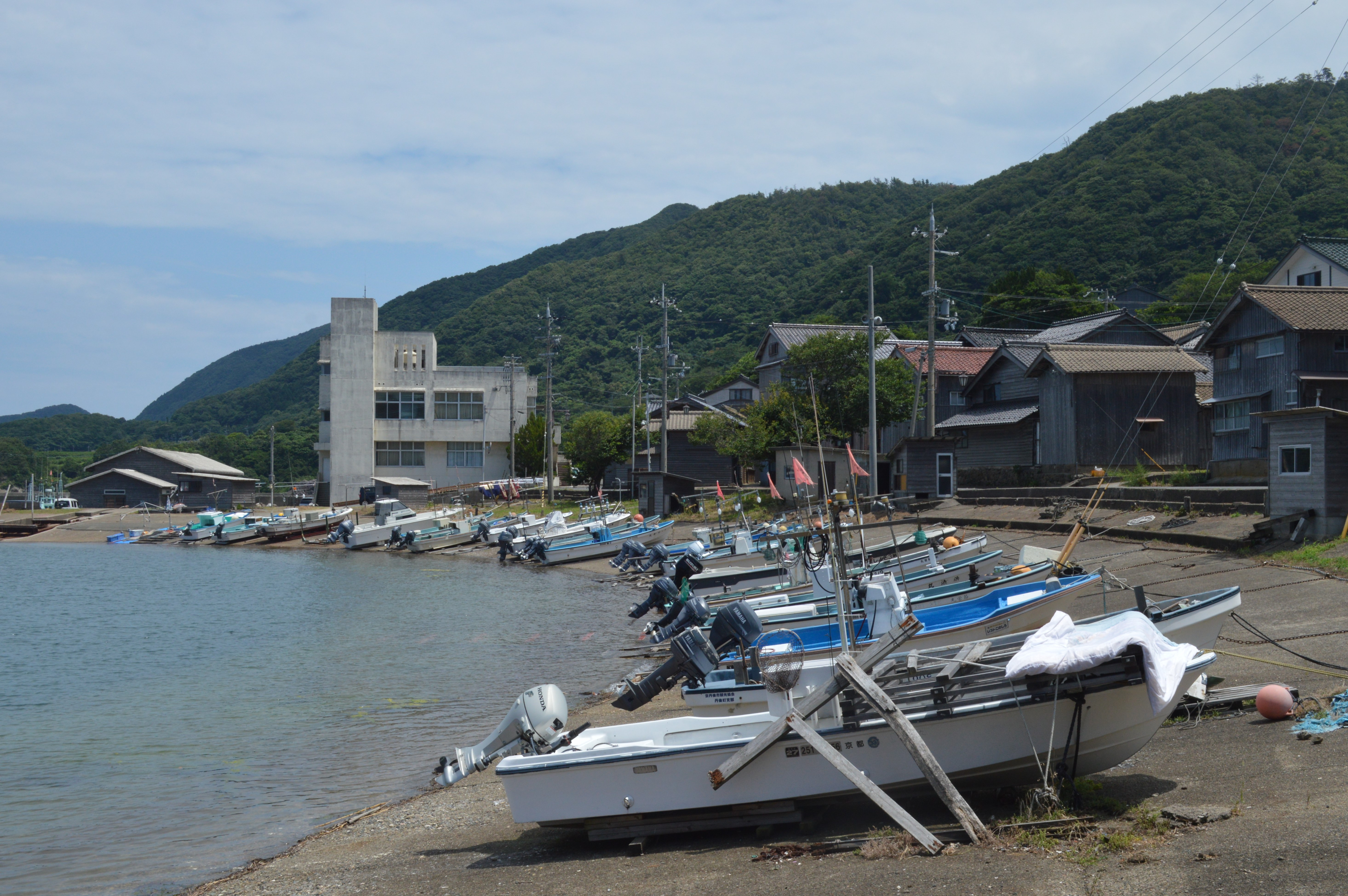
中浜漁港